# 徳島県中学校の廃校一覧
徳島県中学校の廃校一覧（とくしまけんちゅうがっこうのはいこういちらん）は、徳島県の中学校の廃校の一覧である。対象となるのは学制改革（1947年）以降に廃校となった中学校と分校である。名称は廃校当時のもの。廃校時に属していた自治体が合併により消滅している場合は現行の自治体に含める。また現在休校中の学校も含む。

## 徳島市
- 徳島市福島中学校（1948年沖洲中と統合し徳島市城東中学校へ）[1]
- 徳島市沖洲中学校（1948年福島中と統合し城東中へ）[1]
- 国府町立国府中学校〈旧〉（1950年名東郡名東第一中学校〈現：徳島市国府中学校〉へ統合）[2]
- 南井上村立南井上中学校（同上）[2]
- 名東郡北井上村立北井上中学校小塚分校（1948年）[3]
- 徳島県立城ノ内中学校（2020年徳島県立城ノ内中等教育学校に改組）[4]

## 鳴門市
- 鳴門市立大津中学校（1967年鳴門市第一中学校へ統合）[5]
- 鳴門市北灘中学校（2014年鳴門市瀬戸中学校へ統合）[6]
- 大麻町立堀江中学校（1964年坂東中と統合し鳴門市大麻中学校〈当時：大麻町立〉へ）[7]
- 大麻町立板東中学校（1964年堀江中と統合し大麻中へ）[7]

## 小松島市
- 小松島市立立江中学校（2016年坂野中と統合し小松島市立小松島南中学校へ）[8]
- 小松島市立坂野中学校（2016年立江中と統合し小松島南中へ）[8]
- 那賀郡坂野中学校坂野教場（1953年）[9]
- 那賀郡坂野中学校和田島教場（1953年）[9]

## 阿南市
- 阿南市立中野島中学校（1962年統合により阿南市立阿南第一中学校へ）[10]
- 阿南市立宝田中学校（同上）[10]
- 阿南市立大野中学校（同上）[10]
- 阿南市立長生中学校（同上）[10]
- 阿南市立富岡中学校（1967年見能林中と統合し阿南市立阿南中学校へ）[11]
- 阿南市立見能林中学校（1967年富岡中と統合し阿南中へ）[11]
- 阿南市立橘中学校（1978年桑野中と統合し阿南市立阿南第二中学校へ）[12]
- 阿南市立桑野中学校（1978年橘中と統合し阿南第二中へ）[12]
- 阿南市福井中学校福井南分校（1987年）[13]
- 阿南市立伊島中学校（2022年休校）[14]
- 阿南市立椿町中学校（2025年阿南第二中へ統合）[15]
- 那賀川町立今津中学校（1970年平島中と統合し阿南市立那賀川中学校〈当時：那賀川町立〉今津校舎となり、1971年9月1日完全統合）[16]
- 那賀川町立平島中学校（1970年今津中と統合し那賀川中平島校舎となり、1971年9月1日完全統合）[16]

## 吉野川市
- 吉野川市立美郷中学校（2010年休校）[17]
- 牛島村立牛島中学校（1953年森山中と統合し麻植郡牛島村森山村組合立麻植第二中学校〈現：吉野川市立鴨島東中学校〉へ）[18]
- 森山村立森山中学校（1953年牛島中と統合し麻植第二中へ）[18]
- 川島町立川島東中学校（1965年川島西中と統合し吉野川市立川島中学校〈当時：川島町立〉東校舎となり、1967年4月8日完全統合）[19]
- 川島町立川島西中学校（1965年川島東中と統合し川島中西校舎となり、1967年4月8日完全統合）[19]
- 美郷村立中村中学校（1969年統合により美郷中へ）[20]
- 美郷村立中枝中学校（同上）[20]
- 美郷村立種野中学校（同上）[20]
- 美郷村立東山中学校（同上）[20]

## 阿波市
- 吉野町立一条中学校（1959年柿原中と統合し阿波市立吉野中学校〈当時：吉野町立〉へ）[21]
- 吉野町立柿原中学校（1959年一条中と統合し吉野中へ）[21]
- 土成町立土成中学校〈旧〉（1962年御所中と統合し阿波市立土成中学校〈当時：土成町立〉へ）[22]
- 土成町立御所中学校（1962年土成中〈旧〉と統合し土成中〈新〉へ）[22]
- 阿波町立林中学校（1964年統合により阿波市立阿波中学校〈当時：阿波町立〉へ）[23]
- 阿波町立伊沢中学校（同上）[23]
- 阿波町立久勝中学校（同上）[23]

## 美馬市
- 美馬市立岩倉中学校川原柴分校[24]（休校、時期不詳）
- 美馬市立古宮中学校（2014年時点で廃校扱い[25]）
- 脇町立江原中学校清水分校（1967年）[26]
- 脇町立江原中学校江原東分校（1985年）[26]
- 美馬町立重清中学校（1969年統合により美馬市立美馬中学校〈当時：美馬町立〉へ）[27]
- 美馬町立重清中学校北分校（同上）[27]
- 美馬町立郡里中学校（同上）[27]
- 美馬町立切久保中学校（同上）[27]
- 木屋平村立木屋平中学校〈旧〉（1974年統合により美馬市立木屋平中学校〈当時：木屋平村立〉へ）[28]
- 木屋平村立三ツ木中学校（同上）[28]
- 木屋平村立川井中学校（同上）[28]
- 脇町立岩倉中学校大谷分校（1964年美馬市立脇町中学校〈当時：脇町立〉へ移管、1988年廃校）[29]
- 穴吹町立宮内中学校（1962年6月渕名中と統合し口山中へ）
- 穴吹町立渕名中学校（1962年6月宮内中と統合し口山中へ）
- 穴吹町立口山中学校（2004年美馬市立穴吹中学校〈当時：穴吹町立〉へ統合）[30]

## 三好市
- 三好市立池田中学校〈旧〉（2009年池田第一中と統合し三好市立池田中学校〈新〉へ）[31]
- 三好市立池田第一中学校（2009年池田中〈旧〉と統合し池田中〈新〉へ）[31]
- 三好市立大野中学校（2011年）[32]
- 池田町立三縄中学校（1970年統合により池田第一中へ）[33]
- 池田町立佐馬地中学校（同上）[33]
- 池田町立出合中学校（同上）[33]
- 池田町立出合中学校影野分校（同上）[33]
- 池田町佐馬地中学校佐野分校（1962年）[34]
- 東祖谷山村立落合中学校（1970年統合により三好市立東祖谷中学校〈当時：東祖谷山村立〉へ）[35]
- 東祖谷山村立栃之瀬中学校（同上）[35]
- 東祖谷山村立菅生中学校（同上）[35]
- 東祖谷山村立和田中学校（同上）[35]
- 山城町立山城中学校〈旧〉（1972年統合により三好市立山城中学校〈当時：山城町立〉へ）[36]
- 山城町立河内中学校（同上）[36]
- 山城町立三名中学校（同上）[36]
- 山城町立三名中学校上名分校（同上）[36]
- 西祖谷山村立櫟生中学校（1975年統合により三好市立西祖谷中学校〈当時：西祖谷山村立〉へ）[37]
- 西祖谷山村立櫟生中学校小祖谷分校（同上）[37]
- 西祖谷山村立吾橋中学校（同上）[37]
- 西祖谷山村立吾橋中学校西岡分校（同上）[37]
- 西祖谷山村立吾橋中学校有瀬分校（同上）[37]
- 西祖谷山村立善徳中学校（同上）[37]
- 井川町立井川中学校〈旧〉（1977年辻中と統合し三好市立井川中学校〈当時：井川町立〉へ）[38]
- 井川町立辻中学校（1977年井川中〈旧〉と統合し井川中〈新〉へ）[38]

## 勝浦郡
- 上勝町立福原中学校（1999年高鉾中と統合し上勝町立上勝中学校へ）[39]
- 上勝町立高鉾中学校（1999年福原中と統合し上勝中へ）[39]

## 名西郡
- 石井町立石井中学校〈旧〉（1958年統合により石井町立石井中学校〈新〉へ）[40]
- 石井町立藍畑中学校（同上）[40]
- 石井町立高川原中学校（同上）[40]
- 神山町立上分中学校（2015年休校）
- 神山町立神山東中学校（2016年神山町立神山中学校へ統合）[41]

## 那賀郡
- 那賀町立木沢中学校（2004年休校、那賀町立相生中学校へ編入）[注釈 1]
- 那賀町立上那賀中学校（2018年休校、相生中へ統合）[43]
- 上那賀町立宮浜中学校（2004年平谷中と統合し上那賀中へ）[44]
- 上那賀町立平谷中学校（2004年宮浜中と統合し上那賀中へ）[44]

## 海部郡
- 日和佐町立日和佐中学校〈旧〉（1959年赤河内中と統合し美波町立日和佐中学校〈当時：日和佐町立〉へ）[45]
- 日和佐町立赤河内中学校（1959年日和佐中〈旧〉と統合し日和佐中〈新〉へ）[45]
- 日和佐町立赤松中学校（1974年日和佐中へ統合）[45]
- 美波町立由岐中学校阿部分校（2010年）[46]
- 海陽町立海南中学校（2011年海部中と統合し海陽町立海陽中学校へ）[注釈 2]
- 海陽町立海部中学校（2011年海南中と統合し海陽中へ）
- 牟岐町立牟岐中学校出羽分校 （1959年）[47]

## 板野郡
- 藍住町立藍住南中学校（1962年藍住北中と統合し藍住町立藍住中学校へ）[48]
- 藍住町立藍住北中学校（1962年藍住南中と統合し藍住中へ）[48]

## 美馬郡
- つるぎ町立八千代中学校[49]（2005年休校、つるぎ町立半田中学校へ編入）
- つるぎ町立一宇中学校（2010年休校、つるぎ町立貞光中学校へ編入）[50]
- 貞光町立貞光中学校〈旧〉（1975年端山中と統合し貞光中〈新〉へ）[50]
- 貞光町立端山中学校（1975年貞光中〈旧〉と統合し貞光中〈新〉へ）[50]

## 三好郡
- 三好町立昼間中学校（1961年足代中と統合し東みよし町立三好中学校〈当時：三好町立〉へ）[51]
- 三好町立足代中学校（1961年三好中足代校舎となり、1962年廃止）[51]
- 三好町立昼間中学校東山分校（1961年三好中東山分校となり、1964年廃校）[51]
- 三好町立昼間中学校増川分校（1961年三好中増川分校となり、1964年廃校）[51]
- 三加茂町立三庄中学校（1961年加茂中と統合し東みよし町立三加茂中学校〈当時：三加茂町立〉へ）[52]
- 三加茂町立加茂中学校（1961年三庄中と統合し三加茂中へ）[52]
- 三加茂町立三加茂中学校大藤分校（1976年）[52]